# Yuhei Ono
Yuhei Ono (小野 雄平 Ono Yuhei?), född 1 juli 1985 i Osaka prefektur, är en japansk före detta fotbollsspelare.
Ono började sin karriär 2004 i Tokyo Verdy. Med Tokyo Verdy vann han japanska cupen 2004. 2006 flyttade han till Tokushima Vortis. Efter Tokushima Vortis spelade han för Fagiano Okayama, Fukushima United FC och Grulla Morioka.